# Барбашёв, Александр Ипполитович
Алекса́ндр Ипполи́тович Барбашёв (1858—?) — российский историк.

## Биография
Родился 9 марта 1858 года .
Окончил историко-филологический факультет Санкт-Петербургского университета. Преподавал в 3-й петербургской классической гимназии, 6-й классической гимназии, в реальном училище Муханова.
Был учеником историка К. Н. Бестужева-Рюмина, входил в «Кружок русских историков», объединявший молодых историков петербургской школы. Другой участник кружка, В. Г. Дружинин, вспоминал, что Барбашев был «замкнутый в себе, малоразговорчивый человек».
В 1886 году, после диспута в Санкт-Петербургском университете (одним из оппонентов был Е. Е. Замысловский), он получил степень магистра русской истории за сочинение «Витовт и его политика до Грюнвальденской битвы 1410 года». Однако при соискании Барбашёвым степени доктора вторая часть труда, посвящённого литовскому правителю, была отклонена. Неудача сказалась на здоровье учёного: он заболел психическим расстройством, однако довольно быстро вылечился.
Затем А. И. Барбашёв преподавал в киевском университете Св. Владимира.

## Сочинения
- Барбашев А. Витовт и его политика до Грюнвальденской битвы (1410 г.). — СПб.: тип. И. Н. Скороходова, 1885. — 166 с. — (Записки Историко-филологического факультета Санкт-Петербургского университета ; Т. 15).
- Барбашев А. Витовт последние двадцать лет княжения 1410—1430. — СПб.: тип. И. Н. Скороходова, 1891. — 340 с. — (Очерки литовско-русской истории XV века).
- Барбашев А. Мелкие исторические заметки. — СПб.: тип. И. Н. Скороходова, 1905. — 16 с. — (Содержание: Краткая библиография (литовской, русской, всемирной истории); Об исторической науке; Об «Истории Государства Российского» Карамзина).
- Барбашев А. Стихотворения. — СПб.: тип. И. Н. Скороходова, 1905. — 56 с.
- Барбашев А. Таненбергская битва 1410 г. // Журнал Министерства народного просвещения. — 1887.
- Барбашев А. Торнский мир // Журнал Министерства народного просвещения. — 1890.
- Летописные источники для истории Литвы в средние века / Сост. И. [!]. А. [!] Барбашев. — СПб.: ред. журн. «Библиограф», 1888. — 29 с.